# Jens Jessen (fodboldspiller)
 For alternative betydninger, se Jens Jessen. (Se også artikler, som begynder med Jens Jessen)
Jens Jessen (født 20. oktober 1967) er en tidligere dansk professionel fodboldspiller, som har spillet for AaB i perioden 1991-2000. Gennem karrieren blev det til 347 kampe og 37 mål. Jens Jessen har vundet to danske mesterskaber med AaB i henholdsvis sæsonen 1994/95 og 1998/99. Efter AaB fortsatte han fra år 2000 karrieren i FC Midtjylland, indtil den blev indstillet i 2003.
Pr. 2018 er han assistenttræner for U/17-holdet i Varde IF.